# Jean-Luc Maury-Laribière

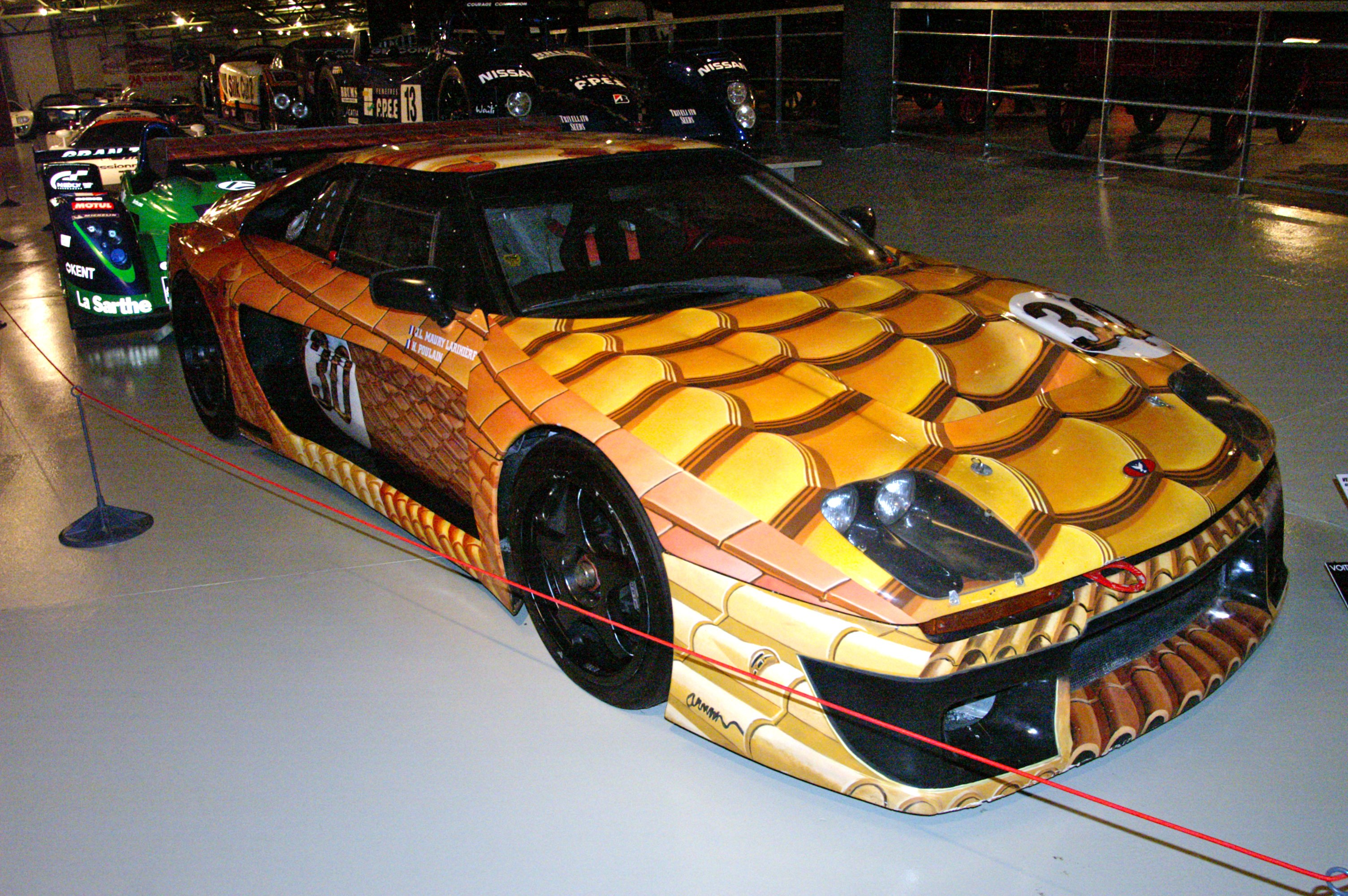
Der Venturi 600LM, den Jean-Luc Maury-Laribière 1994 beim 24-Stunden-Rennen von Le Mans pilotierte

Jean-Luc Maury-Laribière (* 22. Februar 1943 in Boulogne-Billancourt) ist ein ehemaliger französischer Autorennfahrer und Unternehmer.

## Familie und Unternehmer
Jean-Luc Maury-Laribière ist eines von sechs Kindern von Michel Maury-Laribière, dem ersten Vizepräsidenten des französischen Arbeitgeberverbandes Mouvement des Entreprises de France. Sein Vater war viele Jahre auch Chief Executive Officer des Dachziegelherstellers TBF, heute Terreal. In den 1980er- und 1990er-Jahren war er selbst Geschäftsführer von TBF.
Heute ist der Vater dreier Kinder Eigentümer eines Unternehmens für Sprachkurse und Sprachreisen. Das in Angoulême beheimatete Unternehmen beschäftigt 50 fest angestellte Mitarbeiter und organisiert Reisen in Europa, nach Nordamerika und China.

### Die Entführung seines Vaters
Michel Maury-Laribière wurde am Samstagmorgen des 28. Juni 1980 auf dem Weg zur Ziegelfabrik zwischen den Orten Confolens und Roumazières-Loubert vom Abenteurer und Kriminellen Jacques Hyver, der sich als Polizist verkleidet hatte und den von Maury-Laribière gefahrenen Citroën CX zum Anhalten zwang, entführt. Jean-Luc Maury-Laribière wartete im Büro des Unternehmens auf seinen Vater. Nachdem dieser dort nicht erschienen war, machte er sich auf die Suche und fand auf einer kleinen Nebenstraße den verlassenen Citroën. Auf dem Beifahrersitz fand er eine Lösegeldforderung über 3 Millionen Französische Franc.
Elf Tage befand sich Michel Maury-Laribière in der Hand des Entführers. Die Mitarbeiter des Unternehmens unterstützten die Familie beim Aufbringen des Lösegelds, mehr als 600 Polizisten suchten den Entführten. Nach einer gescheiterten Geldübergabe führte Dominique Werner, die 19-jährige Geliebte des Entführers, die Ermittler zum Versteck und er konnte befreit werden. 
Hyver gelang die Flucht und er erschoss vier Monate später bei einem weiteren Entführungsversuch an der Familie den Nachtclub-Besitzer Christian Maury. Er wurde wenig später gefasst und zu 32 Jahren Haft verurteilt. Nach mehreren Ausbruchsversuchen wurde er 2005 entlassen. Michel Maury-Laribière starb 1990. Die Entführung wurde 2012 unter dem Titel Jacques Hyver, l’aventurier et le PDG für das französische Fernsehen verfilmt.

## Karriere im Motorsport
Abseits seiner unternehmerischen Tätigkeiten bestritt er als Amateurrennfahrer viele Jahre lang GT- und Sportwagenrennen. Seinen ersten Renneinsatz hatte er beim 24-Stunden-Rennen von Le Mans. Zum letzten Mal am Start eines Sportwagenrennens war er 2005, als er einen Wertungslauf zur spanischen GT-Meisterschaft in Jerez fuhr. Dazwischen war er inklusive des Debüts 1993 achtmal in Le Mans am Start, wo er 2003 die LMP675-Klasse gewann. 
Seine beste Platzierung bei einer Motorsportveranstaltung war der fünfte Gesamtrang beim 4-Stunden-Rennen von Paul Ricard 1995, einem Wertungslauf der BPR Global GT Series dieses Jahres.

## Statistik

### Le-Mans-Ergebnisse
| Jahr | Team                     | Fahrzeug           | Teamkollege       | Teamkollege      | Platzierung             | Ausfallgrund |
| ---- | ------------------------ | ------------------ | ----------------- | ---------------- | ----------------------- | ------------ |
| 1993 | BBA Compétition          | Venturi 500LM      | Michel Krine      | Patrick Camus    | Rang 29                 |              |
| 1994 | BBA Compétition          | Venturi 600LM      | Bernard Chauvin   | Hervé Poulain    | nicht klassiert         |              |
| 1995 | BBA Compétition          | McLaren F1 GTR     | Marc Sourd        | Hervé Poulain    | Rang 13                 |              |
| 1998 | Elf Haberthur Racing     | Porsche 911 GT2    | Éric Graham       | Hervé Poulain    | Rang 20                 |              |
| 2000 | Jean-Luc Maury-Laribière | Porsche 911 GT3-R  | Bernard Chauvin   | Angelo Zadra     | Ausfall                 | Unfall       |
| 2001 | Noël del Bello Racing    | Porsche 911 GT3-RS | Sylvain Noël      | Georges Forgeois | nicht klassiert         |              |
| 2003 | Noël del Bello Racing    | Reynard 2KQ-LM     | Christophe Pillon | Didier André     | Rang 15 und Klassensieg |              |
| 2004 | Noël del Bello Racing    | Reynard 2KQ        | Sylvain Boulay    | Bruno Besson     | Ausfall                 | Unfall       |